# 디미트리 나자로프
디미트리 발렌티노비치 나자로프(아제르바이잔어: Dimitri Valentinoviç Nazarov, 독일어: Dimitrij Nazarov 디미트리 나자로프[*], 1990년 4월 4일~)는 카자흐스탄 태생 아제르바이잔의 축구 선수이다. 포지션은 공격수로 현재 독일 4부 리그 레기오날리가 쥐트베스트의 팀인 키커스 오펜바흐 소속으로 활동하고 있다. 아제르바이잔과 독일 국적을 보유하고 있으며 국제 대회에서는 아제르바이잔 축구 국가대표팀 소속으로 출전했다.

## 선수 경력

### 클럽
2009년 독일 4부 리그의 FC 카이저슬라우테른 II에서 프로 선수 생활을 시작하여 리그 22경기 2골을 기록한 뒤 2010년부터 2012년까지 당시 4부 리그 소속팀인 아인트라흐트 프랑크푸르트 II에서 39경기 11골을 기록했다.
그리고 2012-13 시즌을 앞두고 독일 3부 리그의 프로이센 뮌스터로 이적 후 공식전 38경기 7골을 기록하며 2012-13 리그 4위, 2012-13년 베스트팔리아컵 4강 진출에 기여했고 2012-13 시즌을 마친 뒤 독일 2부 리그의 카를스루에 SC로 이적하여 2015-16 시즌까지 83경기 10골을 터뜨리며 2014-15 2부 리그 3위 입상에 일조했다.
이후 2016-17 시즌 개막을 앞두고 카를스루에를 떠나 같은 2부 리그의 에르츠게비르게 아우에로 이적하여 공식전 159경기(리그 150경기·컵대회 9경기) 35골을 터뜨리며 2019-20 시즌 리그 7위의 성적에 기여하는 등 현재까지도 팀의 주축 공격수로 활발하게 활동하고 있다.

### 국가대표팀
2014년 5월 27일 샌프란시스코에서 열린 홈팀 미국과의 친선 경기에서 A매치 데뷔전을 치른 후 같은 해 9월 9일 불가리아와의 UEFA 유로 2016 예선 H조 1차전(1-2 패)에서 후반 9분 자신의 A매치 데뷔골을 터뜨렸다.
이후 이듬해 3월 28일 열린 몰타와의 5차전에서 A매치 개인 2번째 득점을 성공시키며 팀의 2-0 완승을 이끌었고 2018년 10월 11일 페로 제도와의 2018-19년 UEFA 네이션스리그 D 3조 5차전에서 선제골을 터뜨려 차기 시즌 리그 C 승격에 이바지했으며 현재까지 A매치 통산 43경기 7골을 기록하고 있다.

## 수상

### 클럽
프로이센 뮌스터
- 3. 리가 : 4위 (2012-13)
- 베스트팔리아컵 : 4강 (2012-13)

 카를스루에 SC
- 2. 분데스리가 : 3위 (2014-15)